# Panningia curvata
Panningia curvata is een zeekomkommer uit de familie Cucumariidae.
De wetenschappelijke naam van de soort werd in 1958 gepubliceerd door Gustave Cherbonnier.